# RIZIN LANDMARK 5
FEDELTA presents RIZIN LANDMARK 5 in YOYOGI（フェデルタ・プレゼンツ・ライジン・ランドマーク・ファイブ・イン・ヨヨギ）は、日本の総合格闘技団体「RIZIN」の大会の一つ。
2023年4月29日に東京都渋谷区国立代々木競技場第一体育館で開催された。

## 概要
RIZIN LANDMARKとしては5回目の大会にしてRIZIN初の国立代々木競技場第一体育館での開催となり、同会場での総合格闘技のイベントは2008年に開催された「戦極 〜第五陣〜」以来、約14年半ぶりとなる。本大会ではフェザー級マッチ2試合がRIZIN初のダブルメインイベントとして行われ、斎藤裕が平本蓮と、牛久絢太郎が総合格闘技復帰戦となった朝倉未来と対戦し、斎藤と朝倉が共に判定勝ちを収めた。また、ケージを用いたRIZIN TRIGGERならびにRIZIN LANDMARKではナンバーシリーズの様なオープニングの全選手入場がないなど演出が簡略化していたが、本大会では全選手入場や火薬を用いた演出があるなどナンバーシリーズに準拠した演出となっている。翌週の2023年5月6日には同じく東京都の有明アリーナでRIZIN.42が開催された。
当初は2023年4月30日14:00に開催予定だったが、後に2023年4月29日16:00に変更された。
地上波では三重テレビ放送で5月23日夜8時から115分枠で放送された。

## 対戦カード
第1試合 MMAルール 71.0kg契約ワンマッチ 5分3R
×  雑賀“ヤン坊”達也 vs.  アリ・アブドゥルカリコフ ○
1R 3:30 KO（右フック）
第2試合 MMAルール 66.0kg契約ワンマッチ 5分3R
○  金原正徳 vs.  山本空良 ×
3R終了 判定3-0
第3試合 MMAルール 120.0kg契約ワンマッチ 5分3R
○  スダリオ剛 vs.  ロッキー・マルティネス ×
3R終了 判定3-0
第4試合 MMAルール 51.0kg契約ワンマッチ 5分3R
×  RENA vs.  クレア・ロペス ○
3R 4:21 膝十字固め
第5試合 MMAルール 49.0kg契約ワンマッチ 5分3R
○  浅倉カンナ vs.  V.V Mei ×
3R終了 判定3-0
第6試合 MMAルール 71.0kg契約ワンマッチ 5分3R
×  武田光司 vs.  ルイス・グスタボ ○
3R終了 判定1-2
第7試合 MMAルール 61.0kg契約ワンマッチ 5分3R
×  倉本一真 vs.  太田忍 ○
1R 0:27 KO（右フック）
第8試合 MMAルール 66.0kg契約ワンマッチ 5分3R
○  斎藤裕 vs.  平本蓮 ×
3R終了 判定2-1
第9試合 MMAルール 66.0kg契約ワンマッチ 5分3R
×  牛久絢太郎 vs.  朝倉未来 ○
3R終了 判定0-3

### カード変更
負傷などによるカード変更は以下の通り。
- カルリ・ギブレイン vs. 上田幹雄 → ギブレインの出国手続きに不備があり、ブラジルから出国できなくなってしまったため、中止。

- ジョニー・ケース vs. アリ・アブドゥルカリコフ → ケースが練習中における数ヶ所の怪我（右膝の半月板損傷、前十字靭帯断裂、外側側副靭帯断裂、内側側副靭帯断裂、脛骨亀裂骨折）により全治6ヶ月の診断を受けたため、雑賀“ヤン坊”達也が代役出場[4]。